# Steve Darcis
Steve Darcis (Lieja, 13 de març de 1984) és un extennista belga.
En el seu palmarès hi ha dos títols individuals que li van permetre arribar al lloc 38 del rànquing individual de l'ATP. Va formar part de l'equip belga de la Copa Davis, amb el qual va arribar a disputar dues finals.
A l'Obert dels Països Baixos del 2007, en la seva tercera participació en un torneig d'ATP, guanyà el seu primer partit d'ATP i després el torneig. Aleshores era al lloc número 297 del rànquing. El 24 de juny de 2013 aconseguí una victòria històrica en eliminar en la primera ronda del torneig de Wimbledon Rafael Nadal en 3 sets (7-6, 7-6, 6-4).

## Biografia
Fill de Marie Agnes i Alain Darcis, té una germana anomenada Céline. Va començar a jugar a tennis de ben petit ja que el seu pare era entrenador de tennis.
Amb la seva parella Lauranne Dachouffe tenen dues filles anomenades Camille (2013) i Ana (2017).

## Palmarès

### Individual: 3 (2−1)
| Llegenda (pre/post 2009)                                 |
| -------------------------------------------------------- |
| Grand Slams (0−0)                                        |
| Tennis Masters Cup / ATP Finals (0−0)                    |
| ATP Masters Series / ATP World Tour Masters 1000 (0−0)   |
| ATP International Series Gold / ATP World Tour 500 (1−0) |
| ATP International Series / ATP World Tour 250 (1−1)      |

| Títols per superfície |
| --------------------- |
| Dura (1−0)            |
| Gespa (0−0)           |
| Terra batuda (1−1)    |

| Resultat  | Núm. | Data                 | Torneig                   | Superfície   | Oponent         | Marcador      |
| --------- | ---- | -------------------- | ------------------------- | ------------ | --------------- | ------------- |
| Guanyador | 1.   | 23 de juliol de 2007 | Amersfoort, Països Baixos | Terra batuda | Werner Eschauer | 6−1, 7−6(1)   |
| Guanyador | 2.   | 2 de març de 2008    | Memphis, Estats Units     | Dura (i)     | Robin Söderling | 6−3, 7−6(5)   |
| Finalista | 1.   | 20 de juliol de 2008 | Amersfoort                | Terra batuda | Albert Montañés | 6−1, 5−7, 3−6 |

### Equips: 2 (0−2)
| Resultat  | Núm. | Data                      | Torneig                               | Superfície       | Equip                                         | Oponents                                                               | Marcador |
| --------- | ---- | ------------------------- | ------------------------------------- | ---------------- | --------------------------------------------- | ---------------------------------------------------------------------- | -------- |
| Finalista | 1.   | 27−29 de novembre de 2015 | Copa Davis, Gant, Bèlgica             | Terra batuda (i) | Ruben Bemelmans Kimmer Coppejans David Goffin | Kyle Edmund Andy Murray Jamie Murray James Ward                        | 1−3      |
| Finalista | 2.   | 24−26 de novembre de 2017 | Copa Davis, Villeneuve-d'Ascq, França | Dura (i)         | Ruben Bemelmans David Goffin Joris De Loore   | Richard Gasquet Pierre-Hugues Herbert Lucas Pouille Jo-Wilfried Tsonga | 2−3      |

## Trajectòria

### Individual
| Torneig | 2005        | 2006        | 2007        | 2008  | 2009        | 2010        | 2011        | 2012  | 2013        | 2014        | 2015        | 2016 | 2017        | 2018        | 2019        | 2020        | Títols    | V − D     |
| --- | ----------- | ----------- | ----------- | ----- | ----------- | ----------- | ----------- | ----- | ----------- | ----------- | ----------- | ---- | ----------- | ----------- | ----------- | ----------- | --------- | --------- |
| Open d'Austràlia | A           | Q2          | A           | 1R    | 1R          | Q3          | A           | 1R    | 1R          | A           | Q3          | 1R   | 3R          | A           | 1R          | Q1          | 0 / 7     | 2 – 7     |
| Roland Garros | Q1          | Q3          | A           | 1R    | 1R          | 2R          | 3R          | 1R    | 1R          | A           | 1R          | 2R   | 1R          | A           | Q3          | A           | 0 / 9     | 4 – 9     |
| Wimbledon | Q2          | A           | A           | 1R    | 2R          | A           | Q2          | 1R    | 2R          | Q2          | 1R          | A    | 2R          | A           | 2R          | NC          | 0 / 7     | 4 – 6     |
| US Open | A           | Q1          | 1R          | 2R    | 1R          | A           | 2R          | 2R    | A           | 1R          | 2R          | 2R   | 1R          | A           | 1R          | A           | 0 / 10    | 5 – 10    |
| Jocs Olímpics | No celebrat | No celebrat | No celebrat | 1R    | No celebrat | No celebrat | No celebrat | 3R    | No celebrat | No celebrat | No celebrat | A    | No celebrat | No celebrat | No celebrat | No celebrat | 0 / 2     | 0 – 2     |
| Total Victòries−Derrotes | 0−1         | 0−1         | 6−2         | 21−23 | 6−18        | 6−6         | 9−6         | 22−17 | 5−6         | 0−3         | 12−13       | 4−5  | 20−20       | 0−0         | 5−12        | 2−2         | 119 – 136 | 119 – 136 |
| Rànquing a final d'any | 153         | 483         | 86          | 61    | 122         | 109         | 88          | 93    | 164         | 160         | 86          | 86   | 77          | –           | 157         | –           |           |           |
| Llegenda: G: Guanyador; F: Finalista; SF: Semifinalista; QF: Quarts de final; Q: Qualificació; A: Absent; RR: Round Robin; NC: No celebrat |             |             |             |       |             |             |             |       |             |             |             |      |             |             |             |             |           |           |

### Dobles masculins
| Open d'Austràlia | 1R | 1R          | 2R          | A           | A  | A           | A           | A           | A | A  | 0 / 3 | 1 – 3 |
| Roland Garros | QF | A           | A           | A           | 1R | A           | A           | 1R          | A | 1R | 0 / 4 | 3 – 4 |
| Wimbledon | 1R | A           | A           | A           | 1R | A           | A           | A           | A | A  | 0 / 2 | 2 – 2 |
| US Open | 1R | A           | A           | A           | 1R | A           | A           | 1R          | A | 3R | 0 / 4 | 2 – 4 |
| Jocs Olímpics | 2R | No celebrat | No celebrat | No celebrat | A  | No celebrat | No celebrat | No celebrat | A | NC | 0 / 1 | 1 – 1 |
| Llegenda: G: Guanyador; F: Finalista; SF: Semifinalista; QF: Quarts de final; Q: Qualificació; A: Absent; RR: Round Robin; NC: No celebrat |    |             |             |             |    |             |             |             |   |    |       |       |